# Kleine biesvaren
De Kleine biesvaren (Isoetes echinospora) is een meerjarige rozetplant die behoort tot de biesvarenfamilie (Isoetaceae).
De plant komt voor in de koude en gematigde streken van het noordelijk halfrond. In Nederland staat de plant op de Nederlandse Rode Lijst van planten als zeer zeldzaam en sterk in aantal afnemend.
De soort groeit op zandbodems van voedselarme ondiepe heidevennen. 

## Kenmerken
De plant is 5-25cm hoog, komt voor in kleine en verspreide groepjes. De bladschijf is doorschijnend lichtgroen, buigzaam en slap.
Van juli tot september worden sporen gevormd. De macrosporen van de plant zijn wit en hebben dicht opeengeplaatste stekels. De plant wordt daarom ook wel stekelbiesvaren genoemd.